# کسبی
کسبی (به ازبکی: Kasbi town) یک منطقهٔ مسکونی در ازبکستان است که در ولایت کشک‌دریا واقع شده‌است.